# Кэтрин Линтон
Кэ́трин Ли́нтон (англ. Catherine Linton; иногда называют как маленькая Кэти, англ. Young Catherine или Кэти Линтон, англ. Cathy Linton) — персонаж романа Эмили Бронте «Грозовой перевал». Дочь Эдгара Линтона и Кэтрин Линтон (в девичестве Эрншо). Хитклифф ненавидит её. Несмотря на все попытки мести со стороны Хитклиффа, она в конечном итоге выходит замуж за свою настоящую любовь Гэртона Эрншо, восстанавливая тем самым гармонию в трёх семьях.
Зачастую кинематограф опускает воплощение данного персонажа.

## Внешность
Хотя она и является дочерью Кэтрин Эрншо, но больше напоминает своего отца Эдгара: у девушки «линтоновская белая кожа, тонкие черты и льняные вьющиеся волосы». Единственные качества, которые она наследует от своей матери это «прекрасные тёмные глаза Эрншо» (которые также принадлежат её будущему мужу Гэртону) и её своенравный, дерзкий дух. Поначалу, Кэти является мягкой и кроткой, но немного избалованной. Однако, живя на Грозовом Перевале она становится холодной, отчуждённой и пренебрежительной. Именно любовь к Гэртону возрождает её живость.

## Персонаж
Ночью, около двенадцати, родилась та Кэтрин, которую вы видели на Грозовом Перевале: семимесячный крошечный младенец; а через два часа роженица умерла, ни разу не придя в сознание настолько, чтобы заметить отсутствие Хитклиффа или узнать Эдгара.Нелли Дин мистеру Локвуду
Нелли находит у Кэтрин любовные письма от Линтона и сжигает их. Тайнопись Линтона настолько прекрасна, что Нелли подразумевает их автором Хитклиффа, пытающегося таким образом привлечь Кэти в Грозовой Перевал, чтобы решить её судьбу.
Письма, помеченные более давним числом, были застенчивы и кратки; постепенно, однако, они превращались в пространные любовные послания, глупые — соответственно возрасту их сочинителя; но местами в них проскальзывало кое-что, казавшееся мне заимствованным из менее наивного источника.
Кажется после этого столь тёплая привязанность утихает, однако, вскоре Нелли обнаруживает к своему ужасу, что в тайне ото всех Кэти много раз наносила визиты в Грозовой перевал.

Линтон Хитклифф, Хитклифф и Кэтрин Линтон-мл. после свадьбы. Кэти бежит к отцу.

Отец Кэти, Эдгар, чувствует себя всё хуже и вскоре становится совсем плох. Ждавший этого момента Хитклифф насильно удерживает Нелли и Кэти в своём поместье, пока отчаявшаяся Кэтрин наконец не соглашается выйти замуж за Линтона (сентябрь 1801 г.). Желая увидеть отца до смерти Кэти мчится домой. Эдгар умирает целуя дочь в щёку и зная что Мыза Скворцов теперь будет принадлежать его врагу.
Вскоре после венчания умирает и больной супруг — Линтон. Перед смертью отец заставляет сына подписать бумаги о наследстве, тем самым переводя имущество Кэти и самого Линтона на Хитклиффа. Судьба Кэти видится несчастной.
Но, в конечном счёте, Кэтрин проникается к другому брату — Гэртону (сыну Хиндли), тот хоть и невежествен, но добр сердцем. Самому Гэртону давно нравится девушка, но из-за своей грубости он стесняется её. Хитклифф замечает, что несмотря на его «труды» между этими двумя появляется чувство, что означает крах его плана мести.
Умершего Хитклиффа хоронят рядом с его любимой Кэтрин, а Гэртон и Кэти планируют пожениться (1 января 1802/3 г.) и поселиться на Мызе Скворцов.

## Мнения литературоведов
Ключевым исследователем творчества Эмили Бронте, профессором Нью-Йоркского университета Робертом Эмметом Лонгом на материале романа развиты идеи, что персонаж Кэтрин Линтон — это «миф обновления и возрождения, автор которого обладал исключительным мужеством верить в подлинность своих видений, порождавшихся мощным, абсолютно свободным от условностей интеллектом, сознанием способности женщины говорить от имени всего человечества».
Одним из самых значительных эпизодов романа Роберт Лонг считает тот, когда умирающая Кэтрин Линтон выбрасывает из своей подушки перья птиц, которых убили, чтобы сделать подушку. Это странное: «детское» занятие Кэтрин символизирует бессмысленность цивилизации и «упорядоченности» бытия: цивилизация и порядок существуют, потому что убивают. Вместе с тем, умирая, человек может постичь суть вещей, для него прежде неясных.
Книга серии Shmoop Literature Guide дала следующую характеристику персонажу Кэтрин Линтон: Она является более добрым и своего рода «мягким» вариантом её же матери, во многом благодаря её отношениям с Эдгаром, который является исключительно любящим отцом. Хотя она порой бывает раздражительной и даже заносчивой, щедрость Кэтти и её доброту по отношению к Гэртон — наглядно демонстрирует её сострадание и самоотверженность, которых никогда не было у её матери. В своём анализе персонажей «Грозового перевала», американский литературовед Ричард Васовски также называет её более «мягким» вариантом её же матери, при этом Кэтрин одновременно служит напоминанием о сильных и слабых сторонах персоны своей матери. Профессор английской филологии Майнцского университета д-р Петер Эрлебах, в своём исследовании, называет типаж Кэти Линтон идеальным сочетанием черт её матери и отца.
Согласно Барбаре Тэйден, доценту колледжа Сент-Огустин, Бронте делает контраст между мятежным и упрямым характером Кэтрин и другими женскими персонажами с более традиционными типажами. Изабелла Линтон глупа и слаба, и является воплощением молодой буржуазной женщины. В отличие от Кэтрин, от природы сильной своим характером, Изабелла — тепличный цветок, искусственно взрощенный коррумпированным и презренным обществом. В своём анализе героини, адъюнкт-профессор английской литературы Наньянского технологического университета Теренс Доусон, отмечает среди прочего что характер самой Кэти также меняется на протяжении романа, частично под влиянием Эдгара, а также вследствие её собственного стремления отстраниться от внешнего мира, она становится всё более эгоцентричной и раздражительной.